# Let's天才てれびくんの生放送
Let's天才てれびくんの生放送（レッツてんさいてれびくんのなまほうそう）は、『Let's天才てれびくん』の木曜日に編成された生放送。

## 概要
2014年度 - 2016年度に放送。てれび戦士は月〜水曜日の通常回からの続きという流れで「ミッション」と称したミニゲームに挑戦する。視聴者もデータ放送を利用し、「茶の間戦士」としてミッション及び月〜水曜日の訓練コーナーに参加できるようになっている。また、自宅のテレビで「茶の間戦士登録」を行う（登録操作は本放送中以外の時間にできる）事で茶の間戦士ネーム・年齢・性別などの情報を登録できる（後からの修正も可）。登録状態で番組に参加すると経験値が入り、「茶の間戦士レベル」が上昇していく。なお、茶の間戦士登録をしなくても「ゲスト」として番組には参加できる。また、テレビをインターネットに接続するとミッション中に「お助けどちゃもん」が出てきて様々なサポートをしてくれるほか、データ放送ページで経験値が獲得できるミニゲームがプレイできる。

## 基礎情報
- 期間：2014年4月3日 - 2017年3月2日
- 時間：木曜 18:20 - 18:54（34分）
- 回数：87回
- 舞台：第5やたがらす丸 コクピット
- 司会：大野拓朗、虎南有香
- リポーター：茂木淳一、森田まりこ

## 放送日程
| 初回放送日     | ミッション | ミッション         | 成否 | 参加人数   | 中継 / 会場      | 注釈      | 出典     |
| -------------- | ---------- | ------------------ | ---- | ---------- | ---------------- | --------- | -------- |
| 2014年04月03日 | 徳島県     | かさぽんたす       | 成功 | 11万3118人 | 徳島県藍住町     | [ 注 1 ]  | [ * 1 ]  |
| 2014年04月10日 | 栃木県     | とちぼるた         | 成功 | 08万9106人 | 栃木県宇都宮市   | [ 注 2 ]  | [ * 2 ]  |
| 2014年04月17日 | 福岡県     | ちゃっちゃくちゃら | 成功 | 08万5913人 | 福岡県福岡市     | [ 注 3 ]  | [ * 3 ]  |
| 2014年05月01日 | 異次元獣   | セロハンテープ     | 成功 | 09万6790人 | 渋谷ヒカリエ     | [ 注 4 ]  | [ * 4 ]  |
| 2014年05月08日 | 奈良県     | きんしゃか         | 失敗 | 08万9617人 | 奈良県大和高田市 | [ 注 5 ]  | [ * 5 ]  |
| 2014年05月15日 | 新潟県     | こめくるりん       | 成功 | 09万1661人 | 新潟県新潟市     | [ 注 6 ]  | [ * 6 ]  |
| 2014年05月22日 | 千葉県     | しーびー282        | 失敗 | 09万3419人 | 千葉県柏市       | [ 注 7 ]  | [ * 7 ]  |
| 2014年06月05日 | 広島県     | ぷうか             | 成功 | 09万2295人 | 広島県広島市     | [ 注 8 ]  | [ * 8 ]  |
| 2014年06月12日 | 石川県     | けにまぬがあ       | 成功 | 09万0447人 | 石川県金沢市     | [ 注 9 ]  | [ * 9 ]  |
| 2014年06月26日 | 異次元獣   | 口紅               | 成功 | 11万1380人 | 渋谷ヒカリエ     | [ 注 10 ] | [ * 10 ] |
| 2014年07月03日 | 青森県     | かざまのおど       | 成功 | 09万3670人 | 青森県青森市     | [ 注 11 ] | [ * 11 ] |
| 2014年07月10日 | 宮崎県     | てげてげ           | 失敗 | 09万5018人 | 辻村晃佑の自宅   | [ 注 12 ] | [ * 12 ] |
| 2014年07月17日 | 静岡県     | ぎゅたあく         | 失敗 | 08万7642人 | 静岡県浜松市     | [ 注 13 ] | [ * 13 ] |
| 2014年09月04日 | 大阪府     | はまじゅん         | 成功 | 09万3246人 | 大阪府東大阪市   | [ 注 14 ] | [ * 14 ] |
| 2014年09月11日 | 北海道     | るる               | 成功 | 09万7602人 | 北海道函館市     | [ 注 15 ] | [ * 15 ] |
| 2014年09月18日 | 高知県     | うめたろう         | 成功 | 10万1185人 | 高知県高知市     | [ 注 16 ] | [ * 16 ] |
| 2014年09月25日 | 異次元獣   | スプーン           | 成功 | 11万7530人 | NHK大阪放送局    | [ 注 17 ] | [ * 17 ] |
| 2014年10月16日 | 長野県     | はくばまる         | 成功 | 09万8856人 | 長野県長野市     | [ 注 18 ] | [ * 18 ] |
| 2014年10月23日 | 埼玉県     | だんきち           | 成功 | 10万4679人 | 埼玉県久喜市     | [ 注 19 ] | [ * 19 ] |
| 2014年10月30日 | 島根県     | ずぶろん           | 失敗 | 10万0038人 | 島根県松江市     | [ 注 20 ] | [ * 20 ] |
| 2014年11月13日 | 三重県     | にんまる           | 成功 | 10万7794人 | 三重県津市       | [ 注 21 ] | [ * 21 ] |
| 2014年11月20日 | 異次元獣   | 国語辞典           | 成功 | 12万2392人 | 渋谷ヒカリエ     | [ 注 22 ] | [ * 22 ] |
| 2014年11月27日 | 東京都     | あかのやま         | 成功 | 10万9147人 | 東京都世田谷区   | [ 注 23 ] | [ * 23 ] |
| 2014年12月11日 | 東京都     | もものうち         | 成功 | 11万0883人 | 東京都秋葉原     | [ 注 24 ] | [ * 24 ] |
| 2014年12月18日 | 東京都     | きのちよ           | 成功 | 11万1039人 | 東京ソラマチ     | [ 注 25 ] | [ * 25 ] |
| 2014年12月25日 | 異次元獣   | くまのぬいぐるみ   | 成功 | 09万9195人 | 渋谷ヒカリエ     | [ 注 26 ] | [ * 26 ] |
| 2015年01月22日 | 神奈川県   | ぷにょら           | 成功 | 11万5272人 | 神奈川県横浜市   | [ 注 27 ] | [ * 27 ] |
| 2015年02月05日 | 異次元獣   | カスタネット       | 成功 | 13万2723人 | 渋谷ヒカリエ     | [ 注 28 ] | [ * 28 ] |
| 2015年04月02日 | 徳島県     | かさぽんたす       | 成功 | 11万4206人 | 徳島県徳島市     | [ 注 29 ] | [ * 29 ] |
| 2015年04月09日 | 群馬県     | はにまじん         | 成功 | 12万2683人 | 群馬県桐生市     | [ 注 30 ] | [ * 30 ] |
| 2015年04月16日 | 長崎県     | ぴぱざえもん       | 成功 | 11万5579人 | 東京都渋谷区     | [ 注 31 ] | [ * 31 ] |
| 2015年04月30日 | 広島県     | ぷうか             | 失敗 | 11万2893人 | 広島県広島市     | [ 注 32 ] | [ * 32 ] |
| 2015年05月07日 | 秋田県     | こまちまちこ       | 失敗 | 11万2162人 | 秋田県秋田市     | [ 注 33 ] | [ * 33 ] |
| 2015年05月14日 | 山梨県     | かげむしゃむしゃ   | 成功 | 11万6219人 | 山梨県甲府市     | [ 注 34 ] | [ * 34 ] |
| 2015年05月21日 | 滋賀県     | よしばっば         | 成功 | 10万7759人 | 滋賀県長浜市     | [ 注 35 ] | [ * 35 ] |
| 2015年06月04日 | 鹿児島県   | くろはやとん       | 成功 | 10万6785人 | 鹿児島県日置市   | [ 注 36 ] | [ * 36 ] |
| 2015年06月11日 | 山口県     | ふくぺらぶう       | 成功 | 10万5407人 | 山口県防府市     | [ 注 37 ] | [ * 37 ] |
| 2015年06月18日 | 愛知県     | ふぃろそふぃあ     | 成功 | 10万8951人 | 愛知県名古屋市   | [ 注 38 ] | [ * 38 ] |
| 2015年07月02日 | 異次元獣   | くつ下             | 成功 | 11万8462人 | NHK名古屋放送局  | [ 注 39 ] | [ * 39 ] |
| 2015年07月09日 | 京都府     | みやこん           | 失敗 | 11万2095人 | 京都府京都市     | [ 注 40 ] | [ * 40 ] |
| 2015年09月10日 | 沖縄県     | ぱんがやしゃーん   | 成功 | 11万1931人 | 沖縄県宮古島市   | [ 注 41 ] | [ * 41 ] |
| 2015年09月17日 | 沖縄県     | ちるとてーく       | 成功 | 11万4006人 | 沖縄県那覇市     | [ 注 42 ] | [ * 42 ] |
| 2015年10月01日 | 福井県     | ほやのん           | 成功 | 11万2812人 | 福井県福井市     | [ 注 43 ] | [ * 43 ] |
| 2015年10月08日 | 栃木県     | とちぼるた         | 成功 | 11万6376人 | 栃木県日光市     | [ 注 44 ] | [ * 44 ] |
| 2015年10月15日 | 兵庫県     | おくとぱすみれ     | 失敗 | 11万2455人 | 兵庫県西宮市     | [ 注 45 ] | [ * 45 ] |
| 2015年10月22日 | 愛媛県     | みぽんひめ         | 成功 | 12万1114人 | 愛媛県松山市     | [ 注 46 ] | [ * 46 ] |
| 2015年10月29日 | 茨城県     | かっぱろけ         | 成功 | 11万6251人 | 茨城県日立市     | [ 注 47 ] | [ * 47 ] |
| 2015年11月12日 | 熊本県     | どもっこす         | 成功 | 11万9225人 | 熊本県熊本市     | [ 注 48 ] | [ * 48 ] |
| 2015年11月19日 | 福岡県     | ちゃっちゃくちゃら | 成功 | 12万1181人 | 福岡県福岡市     | [ 注 49 ] | [ * 49 ] |
| 2015年11月26日 | 異次元獣   | ラーメン屋台       | 成功 | 13万3371人 | NHK福岡放送局    | [ 注 50 ] | [ * 50 ] |
| 2015年12月10日 | 岡山県     | ももふぇ           | 成功 | 12万0118人 | 岡山県岡山市     | [ 注 51 ] | [ * 51 ] |
| 2015年12月17日 | 神奈川県   | ぷにょら           | 成功 | 12万2968人 | 神奈川県相模原市 | [ 注 52 ] | [ * 52 ] |
| 2016年01月14日 | 和歌山県   | もさく             | 成功 | 11万3536人 | 和歌山県和歌山市 | [ 注 53 ] | [ * 53 ] |
| 2016年01月21日 | 岐阜県     | うぎろう           | 失敗 | 11万7520人 | 岐阜県関ケ原町   | [ 注 54 ] | [ * 54 ] |
| 2016年02月04日 | 宮城県     | ぎやみ             | 成功 | 12万4345人 | 宮城県仙台市     | [ 注 55 ] | [ * 55 ] |
| 2016年02月11日 | 福島県     | さすらかすら       | 成功 | 10万5717人 | 福島県福島市     | [ 注 56 ] | [ * 56 ] |
| 2016年02月18日 | 岩手県     | わんこねるら       | 成功 | 12万3118人 | 岩手県盛岡市     | [ 注 57 ] | [ * 57 ] |
| 2016年02月25日 | 異次元獣   | カメラ             | 成功 | 14万3568人 | NHK仙台放送局    | [ 注 58 ] | [ * 58 ] |
| 2016年04月07日 | 徳島県     | かさぽんたす       | 失敗 | 12万0953人 | 徳島県徳島市     | [ 注 59 ] | [ * 59 ] |
| 2016年04月14日 | 熊本県     | どもっこす         | 成功 | 11万0868人 | 熊本県熊本市     | [ 注 60 ] | [ * 60 ] |
| 2016年04月28日 | 静岡県     | ぎゅたあく         | 成功 | 10万6907人 | 静岡県静岡市     | [ 注 61 ] | [ * 61 ] |
| 2016年05月12日 | 鳥取県     | うさきゅう         | 成功 | 10万7936人 | 鳥取県米子市     | [ 注 62 ] | [ * 62 ] |
| 2016年05月19日 | 群馬県     | はにまじん         | 失敗 | 11万5579人 | 群馬県前橋市     | [ 注 63 ] | [ * 63 ] |
| 2016年05月26日 | 東京都     | あかのやま         | 成功 | 11万5027人 | 二子玉川ライズ   | [ 注 64 ] | [ * 64 ] |
| 2016年06月02日 | 異次元獣   | ぷうか             | 成功 | 13万2764人 | NHK放送センター  | [ 注 65 ] | [ * 65 ] |
| 2016年06月16日 | 青森県     | かざまのおど       | 失敗 | 11万8759人 | 青森県弘前市     | [ 注 66 ] | [ * 66 ] |
| 2016年06月23日 | 富山県     | ふぁましす         | 失敗 | 11万2313人 |                  | [ 注 67 ] | [ * 67 ] |
| 2016年06月30日 | 香川県     | ぴぴた             | 失敗 | 10万9959人 |                  | [ 注 68 ] | [ * 68 ] |
| 2016年07月07日 | 埼玉県     | だんきち           | 成功 | 11万1110人 | NHK放送センター  | [ 注 69 ] | [ * 69 ] |
| 2016年09月15日 | 愛知県     | ふぃろそふぃあ     | 成功 | 11万4111人 | 愛知県名古屋市   | [ 注 70 ] | [ * 70 ] |
| 2016年09月22日 | 三重県     | にんまる           | 失敗 | 10万9323人 | 富山県富山市     | [ 注 71 ] | [ * 71 ] |
| 2016年09月29日 | 異次元獣   | うぎろう           | 成功 | 13万6960人 | NHK名古屋放送局  | [ 注 72 ] | [ * 72 ] |
| 2016年10月13日 | 山形県     | だまちゃだめ       | 成功 | 12万0334人 | 香川県           | [ 注 73 ] | [ * 73 ] |
| 2016年10月20日 | 大分県     | おにりぃた         | 成功 | 12万2453人 | 大分県大分市     | [ 注 74 ] | [ * 74 ] |
| 2016年10月27日 | 佐賀県     | ひがたろう         | 成功 | 11万9028人 | 佐賀県           | [ 注 75 ] | [ * 75 ] |
| 2016年11月10日 | 大阪府     | はまじゅん         | 失敗 | 11万7967人 | 大阪府大東市     | [ 注 76 ] | [ * 76 ] |
| 2016年11月17日 | 栃木県     | とちぼるた         | 成功 | 12万5700人 |                  | [ 注 77 ] | [ * 77 ] |
| 2016年11月24日 | 和歌山県   | もさく             | 成功 | 11万9242人 | 和歌山県和歌山市 | [ 注 78 ] | [ * 78 ] |
| 2016年12月08日 | 奈良県     | きんしゃか         | 失敗 | 11万6551人 | 奈良県大和郡山市 | [ 注 79 ] | [ * 79 ] |
| 2016年12月15日 | 異次元獣   | おくとぱすみれ     | 成功 | 13万9333人 | NHK大阪放送局    | [ 注 80 ] | [ * 80 ] |
| 2017年01月12日 | 東京都     | もものうち         | 失敗 | 11万6220人 | 東京ソラマチ     | [ 注 81 ] | [ * 81 ] |
| 2017年01月19日 | 北海道     | るる               | 成功 | 11万8899人 | 北海道札幌市     | [ 注 82 ] | [ * 82 ] |
| 2017年02月02日 | 岩手県     | わんこねるら       | 失敗 | 12万6759人 | 岩手県盛岡市     | [ 注 83 ] | [ * 83 ] |
| 2017年02月09日 | 宮城県     | ぎやみ             | 成功 | 12万5965人 | 栃木県宇都宮市   | [ 注 84 ] | [ * 84 ] |
| 2017年02月16日 | 福島県     | さすらかすら       | 成功 | 12万5943人 | 福島県福島市     | [ 注 85 ] | [ * 85 ] |
| 2017年02月23日 | 異次元獣   | こまちまちこ       | 成功 | 14万6142人 | NHK放送センター  | [ 注 86 ] | [ * 86 ] |
| 2017年03月02日 | 最終章     | 次元ホール         | 成功 | 13万4070人 | NHK放送センター  | [ 注 87 ] | [ * 87 ] |

## どちゃもんを仲間にする
2014年度の生放送企画。どちゃもんを仲間にするため、てれび戦士2名が次元エントリーシップ「金魚1号」に乗り込み、直前の通常回で捜し出したどちゃもんの巣に突入する（回によってはてれび戦士以外の者が乗り込む場合もある）。また茶の間戦士（視聴者）はそれに付随する遠隔操縦式の小型次元エントリーシップ「金魚R」を操縦して同行するという設定で、データ放送で協力・参加することができる。行動にはバッテリーが必要となっており、通常は2個（バッテリーは1/4目盛で刻まれている）だが、各週の月曜から水曜の訓練コーナーに挑戦するとバッテリーをもらう事ができ、最大5個まで増やせる。なお、どちゃもんの巣には30分しかいられないため、それまでにどちゃもんを仲間にする（「どちゃもんをゴキゲンにせよ!」をクリア）必要がある。時間を過ぎるとどちゃもんに逃げられ、そのシーズンの異次元獣に対しては協力してくれなくなる。
また、リポーターの茂木・森田がその週の舞台となる都道府県の家電量販店に出向き、出張茶の間戦士（当日会場に来た視聴者の子供たち）が家電量販店のテレビを用いて参加する中継も随時挟まれる。この中継前には、てれび戦士の衣装を着て記念撮影ができるなどのイベントも行われている。
どちゃもんの攻撃を防げ!
てれび戦士達と敵対していたり、さらに2015年度では清掃課に騙されたり操られたりしているどちゃもんが攻撃を仕掛けてくる。どちゃもんはそれぞれの攻撃の直前に必ず体のどこか一部が青・赤・緑・黄のいずれかの色の光を放つようになっており、どの色かを見極めリモコンの同じ色のボタンをタイミングよく押す。成功すれば攻撃を防ぐことができるが、違う色のボタンを押したり、タイミングを誤ったりすると金魚Rはダメージを受け、バッテリーが4分の1減少する。
どちゃもんの巣を探索せよ!
このミッションではてれび戦士と茶の間戦士・出張茶の間戦士は連携を取りつつ別々に行動する。てれび戦士は3D画面で表示される巣の中を金魚1号で探索し、茶の間戦士は画面左下に表示されるマップ内をリモコンの十字ボタンを使って金魚Rを操縦し移動。道中にはアイテムや調べられる場所があり、画面に表示されるメッセージも参考にしてそれらを調べたり、アイテムを特定の場所に置いていくことでミッション（どちゃもんの提示した条件）の達成を目指す。アイテムは1個のみ持ち運ぶことが可能（新たなアイテムを手に入れる場合は入れ替えることになる）。なおミッションの内容は、その回の舞台である都道府県にまつわる物であることが多い。
探索は画面内に出るコマンドの操作で行う。基本的には表示されるコマンドに対応した色ボタンを押す形で、「調べる」で説明やヒントを見たり、｢取る｣「置く」などで持ち運んで置いたりできる。
マップ内では10回の移動でバッテリーが1目盛減少（特殊効果により減少量が変動することもある）。バッテリーが底をついたら黄ボタンを20回押すことで全回復し、探索に戻ることができる（他のミッション中でもバッテリーがなくなれば同様）。
どちゃもんをゴキゲンにせよ!
くすぐられるのが好きなどちゃもんにこちょこちょビームを当ててくすぐり喜ばせていく。画面内を動き回るどちゃもんに対し、画面に表示された照準をリモコンの十字ボタンで動かし、決定ボタンで発射する。茶の間戦士の成果により画面左側の「ゴキゲン度」ゲージが溜まっていき、タイムリミットまでに100%に達すれば成功となる。成功するとどちゃもんは金魚1号に吸い込まれて「どちゃもん二次元化装置」でカードに納まり、仲間として協力してくれるようになる。

## どちゃもんを救出する
2015年度の生放送企画。前年度と同様にてれび戦士2人（ロケに行ったてれび戦士か乗員選抜試験の成績優秀者）が金魚1号に乗り込みどちゃもんの巣を探索する「どちゃもんの巣編」と、てれび戦士1人が遠隔操縦式探索・戦闘用ロボット「超蝶野ロボ」を操縦して直前の通常回で清掃課に捕獲されたどちゃもんを救出するべく清掃課のアジトに突入する「アジト編」がある。テレビをインターネットに接続している場合は毎回異なる「お助けどちゃもん」の助けにより、バッテリーチャージに必要な黄ボタンを押す回数が4回に減少する。超次元ゴミ回収カプセルに閉じ込められたどちゃもんを回収する超次元ゴミ回収シップ「グレートスイトラー」が地球に来る午後6時52分までにどちゃもんをカプセルから救出できなければ、カプセルを回収されてミッション失敗となる。どちゃもんの巣編については第1・第2ミッションが2014年度と同じであるため、ここではアジト編とどちゃもんの巣編の最終ミッションについて記述する。
また、中継は2014年度同様家電量販店からの中継に加え、視聴者の自宅から中継を結ぶケースも増えた。
第1ミッション
超蝶野ロボと金魚Rが3D画面の清掃課のアジトに突入し探索する。回によっては仲間になったどちゃもんがミッションに同行することもある。
道中にはロックされたドアがあり、ドアの入力部の下に表示される「解除キーを忘れた時ボタン」を押すことによって表示される清掃課からのヒント（ダミーの場合もあり）をもとに解除キーを正しく入力する。正解した茶の間戦士の数が一定数に達することでロックが解除される。ドアによっては茶の間訓練コーナー同様の「ディスクシューター」形式（チャンネルボタンで選択・6択・おてつき2回まで可能）や制限時間があるもの、1度失敗すると完全に封鎖されてしまうものもある。コチリトラーロボと遭遇するとどちゃもんを捕らえた回収カプセルを巡って戦う第2ミッションに入る。
第2ミッション　コチリトラーロボを倒せ!
どちゃもんを捕らえたカプセルを収めた清掃課の戦闘用ロボット「コチリトラーロボ」と超蝶野ロボ&金魚Rが対決。どちらかの耐久力がゼロになるまで戦闘を行う（画面上部に両者の耐久力ゲージが表示される。ただし、戦闘途中でコチリトラーが撤収もしくは逃走する場合もある）。てれび戦士は照準を操作して攻撃・防御を行う。
茶の間戦士はアタック班・ブロック班・トリック班の3班に分かれて超蝶野ロボを援護しコチリトラーロボと戦う。どの班になるかは戦闘前のルーレットで決定する。
この他、ミッションに同行しているどちゃもんが援護してくれることもある。
- アタック班…こちょこちょビームでコチリトラーロボを攻撃。攻撃方法はどちゃもんの巣編の「どちゃもんをゴキゲンにせよ!」と同じ。ただし、2回攻撃をするたびにバッテリーが1/4減っていく。
- ブロック班…敵の攻撃をブロックする。ブロック方法はどちゃもんの巣編の「どちゃもんの攻撃を防げ!」と同じ（コチリトラーロボの周囲のどこかに色つきの光が点滅する）。防御失敗でバッテリーが減ってしまう。また、途中では胸部の目のマークから強力な光線「コチリト波」を出してくることもあり、その場合は5カウントの間に何色が来るか予測して防御する色を決定。集計し、一番多くの茶の間戦士が選んだ色（パーセントで表される）のバリアで防御。失敗した場合はアタック班・トリック班を含む全員のバッテリーが1個減少する。ただしレインボーの攻撃が来た場合は強制敗北となるが、バッテリーは減少しない。
- トリック班…相手の妨害などに対し、画面下に表示される7つのアイテムの中から適切な物を選んで決定ボタン連打で送る。主に以下の働きを行う。
  - 視界復旧…コチリトラーロボの妨害により、画面が様々な物で覆い尽くされ見えなくなる（その間も攻撃・防御は可能）。画面の指示で指定されたアイテム[注 91]を一定数集める（決定ボタンを押した数が全国累計で一定数に達する）と段階的に解除され、設定された数を集めきると完全に復旧する。
  - 凍結解除…清掃課の寒いギャグにより超蝶野ロボ&金魚Rが氷漬けになってしまい、トリック班以外は操作不能となる。指定された物[注 92]を一定数集めることにより凍結が解除される。
  - 妨害電波解除…コチリトラーロボの妨害電波により、全員のリモコン操作がデタラメ（ボタンを押したりアイテムを選択したときに別の動きになってしまう）になってしまう。指定された物を一定数集めることによって解除される。
  - 班移動…「超次元ごちゃまぜ電波」により、全ての班の役割が変わってしまう（アタック班→ブロック班、ブロック班→トリック班、トリック班→アタック班）。阻止・解除方法はないため、発動したら自分がどの班に移動したかを速やかに把握する必要がある。場合によっては班ごとの人数に大きな偏りが発生する事態になることもある。
  - 超蝶野アタック発動…とちぼるた救出作戦より追加されたシステム。ふぃろそふぃあの巣の探索ミッションにおいて発見された清掃課の忘れ物の「超次元バッテリー」を超蝶野ロボに搭載したことで使用可能になった。超蝶野ロボにエネルギーを送る（指定された物を選択し決定ボタン連打）ことにより、非常に強力な体当たり攻撃「超蝶野アタック」を使用できる。ヒットすれば一撃でほぼ確実にコチリトラーロボを撃破できるが、発動は1週につき1回のみ。

最終ミッション　どちゃもんを取りもどせ（救出せよ）！
アジト編の最終ミッション。異次元獣対策センターの母船である大型タイムシップ・第5やたがらす丸&金魚Rがコチリトラーロボの飛行形態である小型高速シップ・コチリトラーとの追跡・逃走をしながらカプセル内のどちゃもんの救出に挑む。てれび戦士が操縦する第5やたがらす丸はコチリトラーからの攻撃や障害物（コチリトラーが出してくることもある）をかわしながら追跡・逃走を行い、接近時に第5やたがらす丸の脚を伸ばしてコチリトラーの上部に収められた回収カプセルの奪取、またはコチリトラーの伸ばしてくる腕からカプセルを守るための回避を行う。金魚Rは第5やたがらす丸と並走しながら流れてくるアイテムを集める（金魚Rの操作画面は画面左側に表示され、リモコンの十字ボタンで操作する）。集めるアイテムは2種類。ミッションに同行しているどちゃもんやカプセル内のどちゃもんがアイテムを出すなどして援護してくれる事もある。
画面は追跡時は奥から手前へ（第5やたがらす丸が画面奥を向く）、逃走時はその逆へスクロールする（第5やたがらす丸が画面手前を向く）。画面左側（金魚R操作画面の右隣）には第5やたがらす丸とコチリトラーの位置関係と距離が表示され、一定距離内に接近すると追跡時は「チャンス!」、逃走時は「キケン!」の文字が表示される。また障害物にぶつかると一瞬航行スピードが落ちる。
- ブーストアイテム…第5やたがらす丸の（3期は超蝶野ロボの）スピードアップに必要なアイテム（1週につき数種類あり、毎回異なる[注 93]。200万ポイント集まると一時的に第5やたがらす丸（超蝶野ロボ）がスピードアップする。
- 好物アイテム…回収カプセル内のどちゃもんにパワーを送るのに必要なアイテム（これも1週につき数種類ある[注 94]。午後6時52分までにこのアイテムを集め、金魚R操作画面の右隣に表示されるどちゃもんの好物パワーゲージが100％になるとどちゃもんが自力でカプセルを破って脱出し、救出成功となる。なお、好物アイテムと好物パワーゲージは第5やたがらす丸がカプセルを所持している時しか出現せず、一部アイテムは追跡時にも出るが取ってもパワーは溜まらない。

金魚R操作画面に出てくるアイテムにはゴミ袋や清掃課が用意した偽アイテム（接近すると清掃課のエンブレムである目のマークが出るようになる）もあり、それらにぶつかってしまうとバッテリーが1目盛減少する。また、横にスライドするアイテムも存在する。清掃課の操作でアイテムの効果が入れ替えられる事もあるので、放送中の虎南分析官の説明をよく聞く必要がある。
なお、第2ミッションでコチリトラーロボを倒している場合は超蝶野ロボがアジトの外で待つ第5やたがらす丸にカプセルを渡した所から、超蝶野ロボが倒されたりコチリトラーに逃げられた場合はコチリトラーがカプセルを持った状態でスタートする（回によっては例外あり）。
どちゃもんを救い出せ!
どちゃもんの巣編の最終ミッション。画面内を動き回りながらどちゃもんを捕らえた回収カプセルの蓋を閉めようとするコチリトラーの両腕をこちょこちょビームで攻撃し（方法は前年度の「どちゃもんをゴキゲンにせよ!」と同じ）、午後6時52分までに両方ともカプセルから離すことができれば救出成功となる。画面上部には左右の腕それぞれの耐久力ゲージが表示され、ゲージがゼロになるとその側の腕が離れる。ただし、離した側の腕は時間が経つと戻ってきてしまう（耐久力はゲージ半分未満など完全には回復しない）。攻撃を外したり、どちゃもんに当ててしまうとバッテリーが減少する。

## よすがんを手に入れる
2016年度の生放送企画。異次元獣にされたどちゃもんを救う鍵となる如意宝珠のような形をした物体「よすがん」を手に入れるべく、どちゃもんと協力して超蝶野ロボ&金魚Rで舞台となる土地の記憶の世界「オモイデ界」を探索する。オモイデ界は直前の通常回でどちゃもんの力により開かれ、実体がある物が突入してから30分で消滅してしまう。また、グレートスイトラーは前年同様午後6時52分に地球に到着するため、それまでによすがん及びどちゃもんの安全を確保する必要がある。
よすがんを手に入れろ!
前年度までの「どちゃもんの巣」同様、てれび戦士と茶の間戦士は連携を取りつつ別々に行動する。オモイデ界の主・オモイデ様の指示に従って表示されるマップを移動しながらアイテムの運搬や謎解き（クイズ）に挑戦し、よすがんを生み出す方法を突き止めることが目標となる。このミッションをクリアし、同行したどちゃもんが突き止めた方法に沿った行動（内容はどちゃもんにより異なる）をする事でよすがんが生み出される。なお、3rdシーズン以降は清掃課の仕掛けた偽オモイデ様や、前年度のアジト編にあったロックされた岩などのトラップが出てくるようになり、回によってはよすがん出現前に「コチリトラーロボを倒せ!」が入るようになった。
マップは前年度からグラフィックや操作インターフェースが変更され、画面に表示されるコマンドを十字ボタンと決定ボタンで選ぶ形式になっている。バッテリーは20歩前後で4分の1消費するが、マップ内をうろつく赤い虫に当たるとその場で4分の1消費してしまう。また、黄色い虫に触れるとバッテリーが回復する。
よすがん出現後はシーズンによって次のミッションが変わる。また回によっては、出現したよすがん及びどちゃもんをコチリトラーに奪われるイベントを経て次のミッションに入る事もある。4thシーズンは1回を除き、よすがんとどちゃもんが奪われるイベントに固定された。
1stシーズン（4月・5月）
（どちゃもんと）よすがんを守り切れ!（2ndシーズン以降は「コチリトラーから逃げ切れ!」）・（どちゃもんと）よすがんを取り戻せ!
オモイデ界が消滅するまでの間、よすがんとどちゃもんをコチリトラーの追撃から守り切る。前年度の「どちゃもんを取り戻せ!」同様、茶の間戦士は金魚Rで流れてくるブーストアイテムを回収。200万パワー溜めることで超蝶野ロボのブーストが発動し、コチリトラーを突き放すことができる。オモイデ界消滅までの間守り切ればミッション成功となる。
前のミッションの後や、このミッションの途中でコチリトラーの追撃を食らってよすがん及びどちゃもんがコチリトラーに奪われた場合は、同様にコチリトラーを追跡する。接近してコチリトラーに攻撃がヒットすることでよすがんやどちゃもんを収めた回収カプセルを弾き飛ばすことができ、下記の「超次元ゴミ回収カプセルを破壊せよ!」に入る。
画面は前年度とほぼ同様だが、追跡時・逃走時とも奥から手前へスクロールするようになった（つまり超蝶野ロボは常に画面奥を向く）。その代わり、逃走時は画面上部にコチリトラーの様子を映した横長のウィンドウ（バックミラーのイメージ）が表示されるようになった。
超次元ゴミ回収カプセルを破壊せよ!
コチリトラーから離れて画面内を漂う回収カプセルを破壊すべく、茶の間戦士は決定ボタンを連打する。全国累計で100万回または50万回（回によってどちらかに変わる）押すことでパワーをチャージし、超蝶野ロボはロケットパンチの発射準備が整う。てれび戦士の操作で照準を定め、カプセルめがけてロケットパンチを発射し、命中して破壊することができれば中のよすがん（とどちゃもん）を取り出せる。失敗した場合は再び茶の間戦士がボタンを押すことで再発射可能となるが、時間が経つとコチリトラーが戻ってきて回収カプセルを取り戻されてしまう。回収カプセル破壊に成功した後は「（どちゃもんと）よすがんを守り切れ!」と同じルールで、オモイデ界消滅までの間逃げ切ればミッション成功。
2ndシーズン（6月〜9月）、3rdシーズン（10月〜12月）、4thシーズン（1月・2月）
コチリトラーロボを倒せ!
2015年度の同ミッションとルールは同じ。ただし班分けは廃止され、各茶の間戦士がアタック・ブロックとトリック全ての操作を行う形式になった（トリック操作は、アタック用の照準をアイテム一覧に合わせて目的の物を選択し、決定ボタンで送る）。また班分けの廃止に伴い一部のトリック操作に変更が加えられたほか、使用頻度は低いがコチリトラーロボの妨害が1種類増やされている。
- 視界封じ…2015年度と同様に指定されたアイテムを送ることで段階的に解除される。
- 凍結解除…金魚Rの凍結する数の割合がギャグの受け具合によって変化するようになり、凍結を逃れた茶の間戦士が解除を行う形に変更。
- ミニ元獣召喚…4体のミニ元獣を呼び出し、自分の前方にてれび戦士側の一切の攻撃を遮断するバリアを張る。アタックの方法でミニ元獣を全て撃ち落とすと解除できる。

また、本年度ではコチリトラーロボの弱スイッチは全身を覆う装甲の下に隠れていて直接攻撃することはできない上、装甲があるうちは超蝶野アタックも通じない。コチリト波などの強力な攻撃を放つとエネルギー切れでしばらくの間動けなくなり（同行するどちゃもんの援護で動きが止まることもある）、その間に弱スイッチの場所を推察してそこに攻撃を加えると全身の装甲が外れ、弱スイッチが露出する。
このミッションの後は、対戦の勝敗とよすがんが手元にあるかどうかで変化する。オモイデ界が消滅する前にコチリトラーロボを倒すとそこから「コチリトラーから逃げ切れ!」に移行し、前のミッションの後でよすがんをコチリトラーに奪われている場合は「超次元ゴミ回収カプセルを破壊せよ!」が間に入る。コチリトラーロボの攻撃によって超蝶野ロボが倒された場合は、超蝶野ロボを再起動して「（どちゃもんと）よすがんを取り戻せ!」→「超次元ゴミ回収カプセルを破壊せよ!」に移行する。よすがん出現前ならコチリトラーは一旦撤収し、探索ミッションに戻る。いずれの場合も、時間切れでオモイデ界が消滅した時点で（コチリトラーロボとの対戦中でも）よすがん及びどちゃもんが手元にあればミッション成功となり、よすがんは異次元獣戦で使えるようになり、よすがん及びどちゃもんが奪われた（回収カプセルに入れられた）状態であればカプセルを回収されてミッション失敗となる。

## 決戦!異次元獣
各年度のシーズン総決算放送。地球を滅亡させんと襲い掛かる異次元獣に対抗すべく、出張茶の間戦士（事前応募によって選ばれた視聴者）&茶の間戦士及びどちゃもんたちと共に迎え撃つ。2015年度以降は、時折清掃課からの通信も入るようになった。放送終了時間までに異次元獣を浄化しなければ敗北となり、異次元獣の侵入を許してしまい、地球滅亡となる。
2014・2015年度
どちゃもんを呼び出せ!
異次元獣と戦う3体のどちゃもんを呼び出す（2014年度はカードから実体化させる）ために呼び鈴を鳴らす。茶の間戦士が決定ボタンを合計30万回押すことでどちゃもんを召喚することができる。
異次元獣の侵入を防げ！
どちゃもんたちが、異次元空間に捨てられた物体の怒りと悲しみから生まれた異次元獣と対決。画面上には各どちゃもんと異次元獣の耐久力ゲージが表示され、どちゃもんはダメージを受けると耐久力ゲージが減少、ゼロになるとダウンしてしまう。ダウンした際は画面下に表示されるアイテムの中からどちゃもんの好物を選択し、決定ボタン連打でパワーを送ることができる。正しい好物を30万個集めることで復活する。どちゃもんによっては好物が複数ある場合や、複数回の参戦時で表示される好物が異なる場合もある。また、出張茶の間戦士による協力で復活するパターンもあった。
表示されるアイテムの中には、一気に異次元獣に大ダメージを与えられる「スペシャル攻撃」に使える物もある。これも選択→決定ボタン連打でパワーを送ることで発動するが、場合によっては特定の行動を取るなど出張茶の間戦士の協力が必要となることもある。
ロックポイントを解除せよ！
異次元獣の耐久力ゲージがゼロになると一定時間活動を停止。その間に異次元獣の体表にあるロックポイントを解除して体内にあるコアを露出させていく。ロックポイントには暗号（クイズ問題、内容はあるなしクイズやビジュアルクイズなど）にブロックノイズ（赤、青、黄、緑の4色）がかけられており、出張茶の間戦士はこれを解読してキーワードを割り出す。茶の間戦士は出張茶の間戦士が解読しやすいよう、消したい色のボタンを押していく。全国累計で50万回押されることで該当する色のブロックノイズが消えるが、1つのロックポイントにつき消せる色の数は限られる（必ず1～2色は消せずに残る）。回によっては解除方法と色ボタンの補助の役割が違う場合がある。全てのロックポイントを解除すると、異次元獣のコアになった物体の思い出にまつわるキーワードが完成し、コアが露出する。
異次元獣の怒りと悲しみを鎮めろ!
異次元獣のコアが露出したら、とどめとしてどちゃもんが作る「どちゃだま」をぶつけてその怒りと悲しみを浄化する。茶の間戦士は各年度のテーマ曲（「にっぽんなんばあず」「めしどきむしゃりずむ」）の歌に合わせて、画面に表示されるテロップを見ながら歌詞の決まったポイントに合わせてタイミングよく決定ボタンを押していき（音楽ゲームの要領）、どちゃだまにパワーを溜めていく。浄化に成功すると、コアとなった物体は元の持ち主の下に戻ってきて、勝利となる。
2016年度
異次元獣の侵入を食い止めろ!
どちゃもんたちが異次元獣にされたどちゃもんと交戦し、よすがんを入れるためのコアの殻を破っていく。また、虎南分析官の操作で異次元獣の侵入を防ぐ「次元ネット（異次元獣の前を遮る大きな透明の六角形をしている）」と、どちゃもんたちの身を守る「どちゃもんバリア（透明な六角形を7つ並べた盾のような形状）」が張られる。
異次元獣の攻撃によってどちゃもんバリアが破壊された場合は、茶の間戦士が画面下に表示されるアイテムの中から該当するどちゃもんに合ったアイテムを選択し、それを出張茶の間戦士が茶の間エネルギー転送装置「チャランポリン（どちゃもんにパワーを送る小型トランポリン）」で送ることによりパワーを送信する。適切なアイテムを決定ボタン連打で指定個数集め、チャランポリンを通じてパワーを送ることでバリアが復旧する。
また、バリアがない状態で攻撃を受けるとどちゃもんがダウン（2ndシーズン以降はバリアを貫通してダウン）してしまう。その場合はどちゃもんの好物を同様に茶の間戦士が選択→チャランポリンで送信を行う。指定個数集めることで復活する（復活したら、続けてバリア復旧を行う）。
次元ネットが破られた場合は、異次元獣を押し返すべくどちゃもんの連携攻撃を行う。茶の間戦士が決定ボタンを100万回押し、溜まったエネルギーをどちゃもんに送る（画面左側にパワーゲージが表示される）ことで押し返すことができる。
うぎろうの異次元獣戦以降、表示されるアイテムの中には、一気にコアの殻に大ダメージを与えられる「スペシャル攻撃」に使える物もある。上記同様に茶の間戦士が選択→チャランポリンでパワーを送る事で発動する。
おくとぱすみれの異次元獣戦以降、清掃課がミニ元獣の大群を送り込み、チャランポリンによるパワー送信を妨害してくる事もある。その場合は、茶の間戦士が画面内のミニ元獣を撃ち落としていき（方法は通常ミッションの「どちゃもんをゴキゲンにせよ!」などと同じで、撃ち漏らすとバッテリーを1/4消費）、一定数（おくとぱすみれの異次元獣戦では200万、こまちまちこの異次元獣戦では100万）撃ち落とせばパワー送信が復旧する。
○○（異次元獣化されたどちゃもんの名前）の記憶を取り戻せ!
異次元獣化されたどちゃもんの書き換えられた記憶を元に戻すべく、記憶のかけらを修復していく。前のミッションで露出したコアによすがんを入れることで画面上に表示される記憶のかけら（4〜7文字の文字群）を並べ替え、記憶を取り戻すのに必要な思い出にまつわるキーワードを導き出す（いわゆるシャッフルクイズ）。うぎろうの異次元獣戦のみ、よすがんを入れると会場に特定のアイテムが出現する時があった。記憶を取り戻すと異次元獣に改造される瞬間が見られる時もある。
正しい言葉となるように十字ボタンと決定ボタンで1文字ずつ選択し（選んだ文字は画面左下に並ぶ）、全て選んだ後「答える（青ボタン）」を押すことで解答。不正解だとバッテリーが3/4減ってしまう。途中で間違った文字を選択した場合は、「やり直す（黄ボタン）」を押すことで最初からやり直すことができる。正解数が全国累計で一定数に達すると1問クリアとなり、これを何回か行いある程度記憶を取り戻させた後に、重要関係者が説得するか、特定のアイテムを使用する（おくとぱすみれの異次元獣戦は前者の方法、こまちまちこの異次元獣戦は後者の方法、そしてぷうかの異次元獣戦とうぎろうの異次元獣戦はその両方）と異次元獣のコアが分離してどちゃもんが出てくる。
ぷうかの異次元獣戦を除き、その後は暴走した（うぎろうの異次元獣戦ではコアを失ったためか勝手に暴走し、おくとぱすみれの異次元獣戦では清掃課がダミーのコアを投入し暴走させ、こまちまちこの異次元獣戦では天馬係長が自らコアとなって暴走させた）異次元獣に出てきたどちゃもんが襲われるイベントが入ることがあり、その際は次元ネットが破られた時と同様に茶の間戦士が決定ボタンを100万回押し、溜まったエネルギーを他のどちゃもんに送ることで異次元獣を押し返し、助け出すことができる。
異次元獣を消滅させろ!
コアを失い暴走した（おくとぱすみれの異次元獣戦では清掃課がダミーのコアを投入し暴走させ、こまちまちこの異次元獣戦では天馬係長が自らコアとなって暴走させた）異次元獣のボディを完全に消滅させるべく、救出したどちゃもんも合わせた4体でパワーを溜めてどちゃだまを作り、異次元獣にぶつける。前年度まで同様、茶の間戦士はテーマ曲（「たりないドアー」）に合わせて、歌詞の決まったポイントに合わせて決定ボタンを押していき、どちゃだまにパワーを溜めていく。浄化に成功すると、異次元獣のボディは消滅し、勝利となる。

## ラストミッション・次元ホールをふさげ!
『Let's天才てれびくん』3年間の総決算放送で、てれび戦士によるクイズ大会「さよならITAISEN　大!お別れ会」に続いて放送された。全ての根源である次元ホールを消滅させるため、日本全国のどちゃもん全てがパワーを結集させて黄金のどちゃだまを作り、それに第5やたがらす丸と超次元チリトラー808から放たれるエネルギーで推力を加えて次元ホールに叩き込む。茶の間戦士は各年度のテーマ曲のメドレー（「にっぽんなんばあず」→「めしどきむしゃりずむ」→「たりないドアー」の順）に合わせて、歌詞の決まったポイントに合わせて決定ボタンを押していき、黄金のどちゃだまにパワーを溜めていく。その後は異次元獣を押し返すどちゃもんの連携攻撃と同様の決定ボタン連打で、合計500万回押すことで溜まったエネルギーを第5やたがらす丸と超次元チリトラー808に送り、黄金のどちゃだまを宇宙に向けて発射。失敗すると清掃課地球係の3人はグレートスイトラーに回収され、キメラ異次元獣の侵入を許してしまうことで地球は滅亡するはずだったが、結果は次元ホールが消滅したため作戦成功となり、第5やたがらす丸とITAISENは消滅。清掃課地球係の3人はグレートスイトラーに回収されずに済み、キメラ異次元獣に組み込まれるはずだった4体のどちゃもんが地球に返却された。